# Фергюсон, Барри
Ба́рри Фе́ргюсон (англ. Barry Ferguson; род. 2 февраля 1978, Гамильтон, Стратклайд) — шотландский футболист, тренер. Член Ордена Британской империи.

## Биография
Барри Фергюсон был изгнан из сборной Шотландии после скандальной истории в апреле 2009 года, когда после отборочного матча ЧМ-2010 против сборной Голландии вместе со своим бывшим одноклубником по «Рейнджерс» голкипером Алланом Макгрегором закатил пьяную вечеринку в гостинице, где останавливалась команда.
Ещё через несколько дней оба игрока вызывающим образом повели себя на скамейке запасных на «Хэмпден Парк» во время матча с Исландией, после чего Шотландская футбольная ассоциация приняла решение пожизненно изгнать обоих из сборной.
Впрочем, новый главный тренер сборной Шотландии Крейг Левейн, возглавивший команду в декабре 2009 года, сообщил Фергюсону и Макгрегору, что они могут вернуться в команду, и если Макгрегор дал согласие сразу, то Фергюсон взял время на раздумья. 6 июля 2010 года он объявил о завершении международной карьеры.

### Голы за сборную
| #  | Дата            | Место                     | Противник         | Счёт | Результат | Соревнование             |
| -- | --------------- | ------------------------- | ----------------- | ---- | --------- | ------------------------ |
| 1. | 30 мая 2000     | Дублин, Ирландия          | Ирландия          | 2-1  | 2-1       | Товарищеский матч        |
| 2. | 7 сентября 2002 | Тофтир, Фарерские острова | Фарерские острова | 2-2  | 2-2       | Квалификация к Евро 2004 |
| 3. | 17 ноября 2007  | Глазго, Шотландия         | Италия            | 1-1  | 1-2       | Квалификация к Евро 2008 |

## Достижения

### Командные
«Рейнджерс»
- Чемпион Шотландии (4): 1998/99, 1999/00, 2002/03, 2004/05
- Обладатель Кубка Шотландии (4): 1999/00, 2001/02, 2002/03, 2007/08
- Обладатель Кубка шотландской лиги (5): 1998/99, 2001/02, 2002/03, 2004/05, 2007/08

«Бирмингем Сити»
- Обладатель Кубка лиги: 2011

### Личные
- Молодой игрок года по версии Шотландской ассоциации профессиональных футболистов: 1999
- Игрок года по версии Шотландской ассоциации футбольных журналистов (2): 2000, 2003
- Игрок года по версии Шотландской ассоциации профессиональных футболистов: 2003